# Hans Berndt
Hans Berndt (30 ottobre 1919 – 9 aprile 1988) è stato un calciatore tedesco, di ruolo attaccante.